# 모리셔스의 재외공관 목록

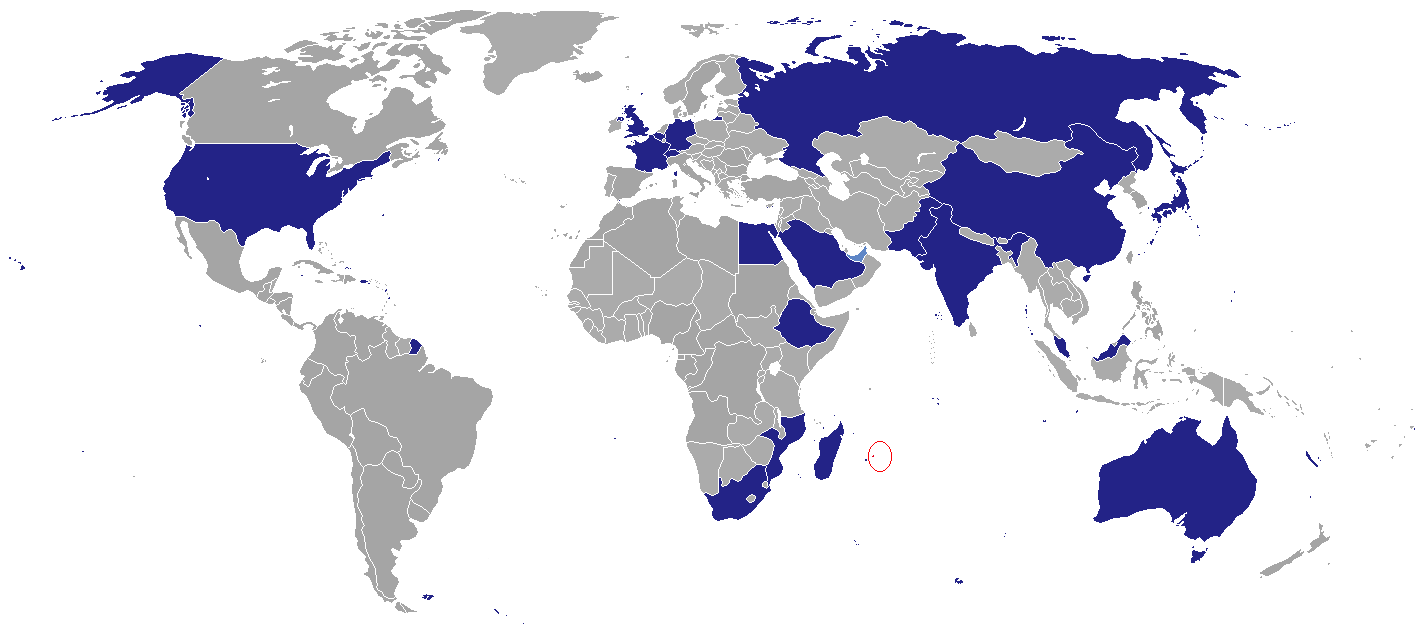
모리셔스의 재외공관

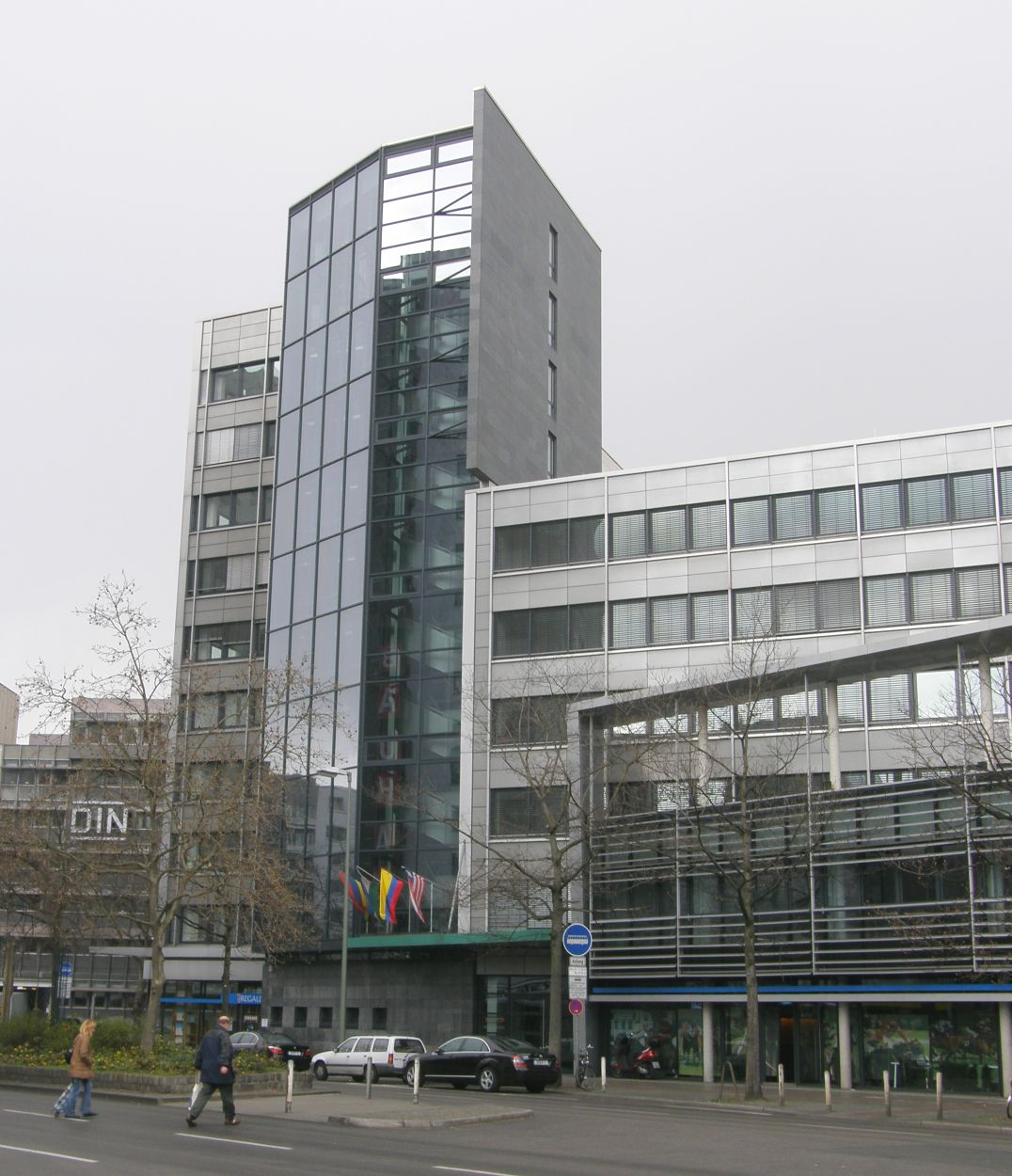
베를린 주재 모리셔스 대사관

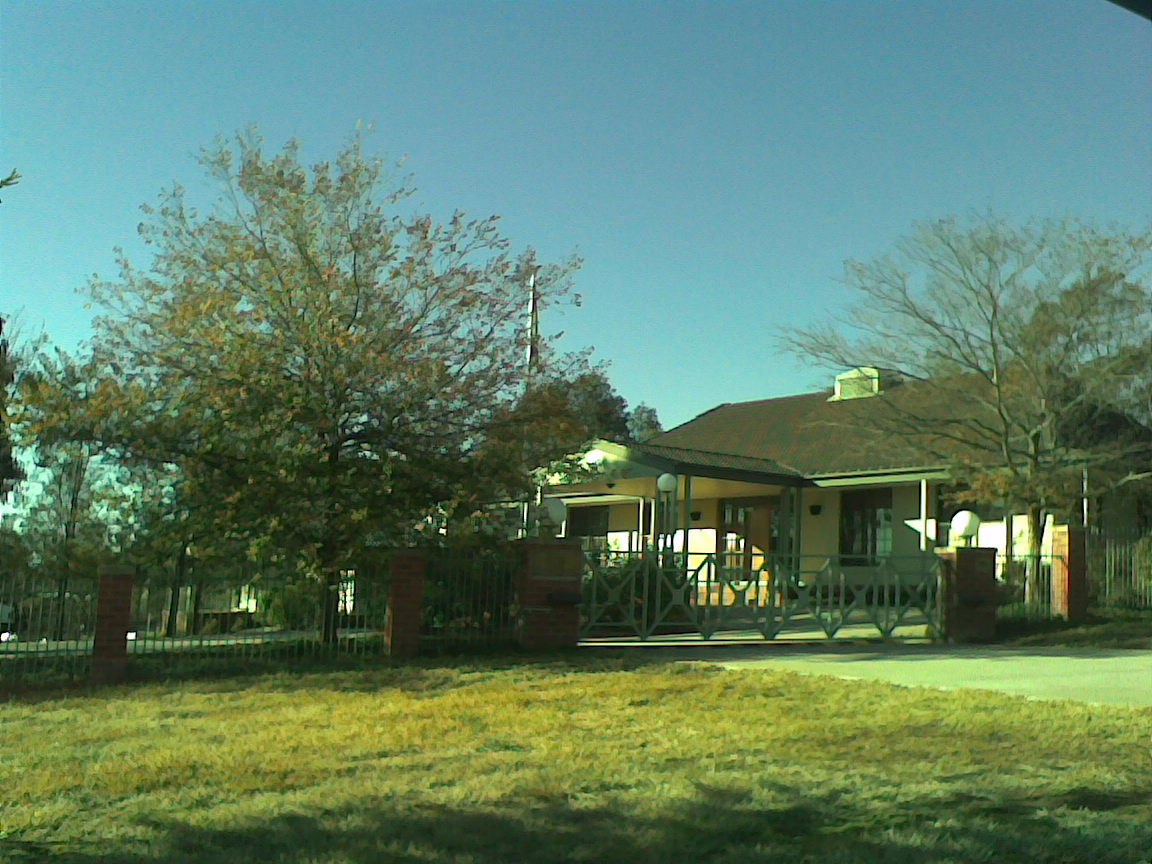
캔버라 주재 모리셔스 고등판무관 사무소

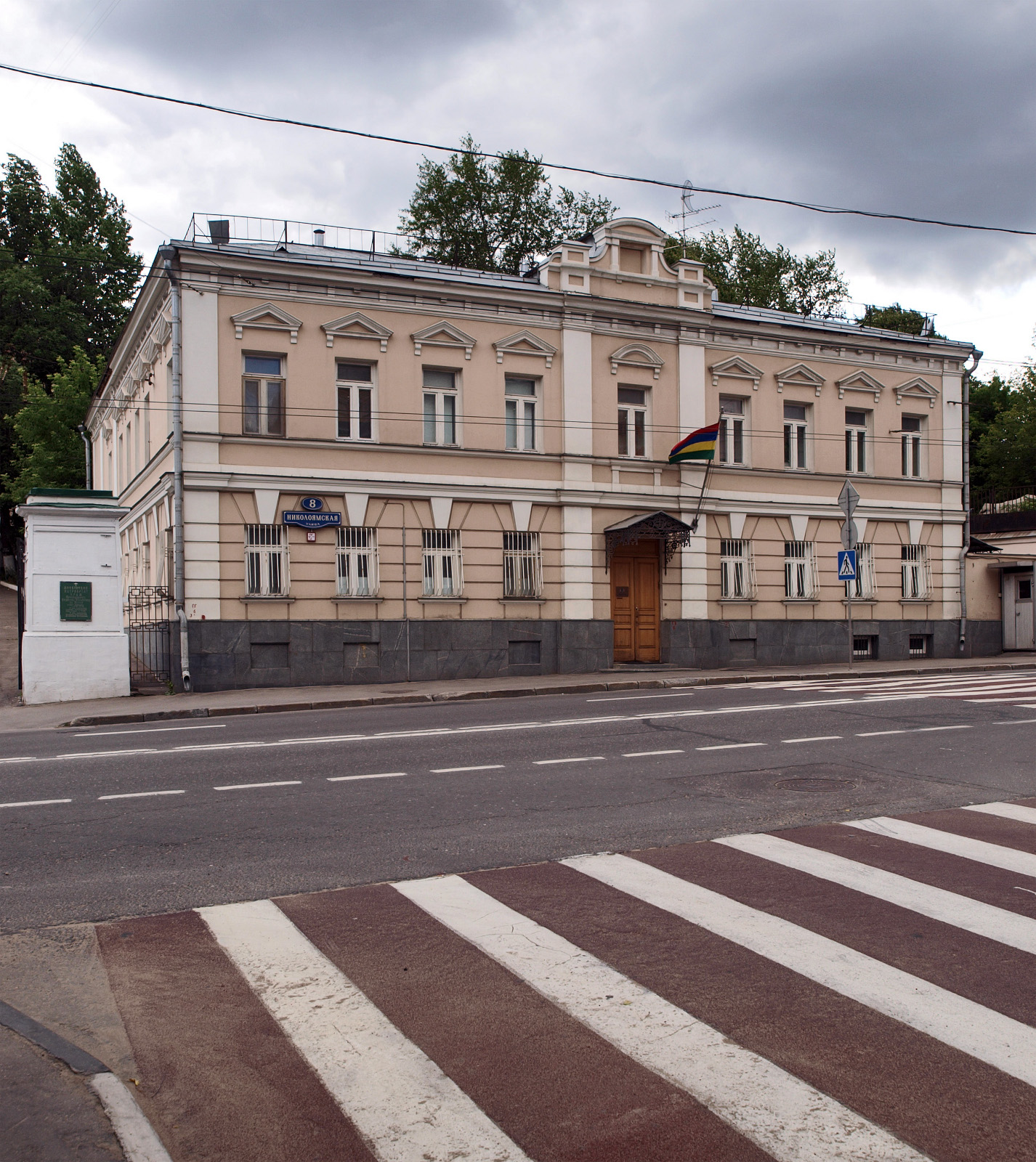
모스크바 주재 모리셔스 대사관

모리셔스의 재외공관 목록은 모리셔스 주재 대사관과 고등판무관 사무소를 각국에 상주시켜 놓는 것을 의미하며 모리셔스의 재외공관을 나열한 목록이다.

## 아프리카
- 이집트 : 카이로 (대사관)
- 에티오피아 : 아디스아바바 (대사관)
- 마다가스카르 : 안타나나리보 (대사관)
- 모잠비크 : 마푸투 (고등판무관 사무소)
- 남아프리카 공화국 : 프리토리아 (고등판무관 사무소)

## 아메리카
- 미국 : 워싱턴 D.C. (대사관)

## 아시아
- 중화인민공화국 : 베이징시 (대사관)
- 인도 : 뉴델리 (고등판무관 사무소), 뭄바이 (영사관)
- 말레이시아 : 쿠알라룸푸르 (고등판무관 사무소)
- 파키스탄 : 이슬라마바드 (고등판무관 사무소)

## 유럽
- 벨기에 : 브뤼셀 (대사관)
- 프랑스 : 파리 (대사관)
- 독일 : 베를린 (대사관)
- 러시아 : 모스크바 (대사관)
- 영국 : 런던 (고등판무관 사무소)

## 오세아니아
- 오스트레일리아 : 캔버라 (고등판무관 사무소)

## 대표부
- EU 모리셔스 정부 대표부 : 브뤼셀
- UN 모리셔스 정부 대표부 : 뉴욕, 제네바
- UNESCO 모리셔스 정부 대표부 : 파리
- 아프리카 연합 모리셔스 정부 대표부 : 아디스아바바